# Varghaken

Varghaken

Varghaken (tyska: Wolfsangel; franska: Crampon) är en gammal heraldisk figur som symboliserar det Z-formade vargjaktsverktyget. Symbolen förekommer främst i Tyskland, Nederländerna och östra Frankrike. Den stiliserade symbolen för Z-formen (tyska: doppelhaken) på svenska "dubbelkroken", kan inkludera ett centralt placerat horisontellt streck för att ge en Ƶ-symbol, som kan vändas och/eller roteras. Ƶ-symbolen kan ibland misstas för ett gammalt runtecken på grund av dess likhet med giborrunan i pseudo-runalfabetet Armanenrunor. Som geometrisk figur har varghaken även använts som bomärke och dekoration utan koppling till sin heraldiska innebörd. Den kan placeras både horisontellt och vertikalt.
Varghaken blev en tidig symbol för tysk frihet och självständighet efter dess antagande som emblem i olika bonderevolter på 1400-talet och även under 1600-talets trettioåriga krig. I Tyskland återupplivades intresset för varghaken till följd av Hermann Löns roman "Der Wehrwolf" från 1910, som följer en hjälte i det trettioåriga kriget.
Till följd av symbolens historiska betydelse i Tyskland användes varghaken av SS-frivilliga i Holland, exempelvis av Waffen-SS-divisionen Landstorm Nederland och av Waffen SS-divisionerna Polizei och Das Reich. Den har senare använts av nynazistiska grupper som Albanska tredje positionen, Vitt Ariskt Motstånd och Aryan Nations. Den är också symbol för det paramilitära förbandet Azovbataljonen i Ukraina.

## Historiskt Ursprung

### Jaktverktyg

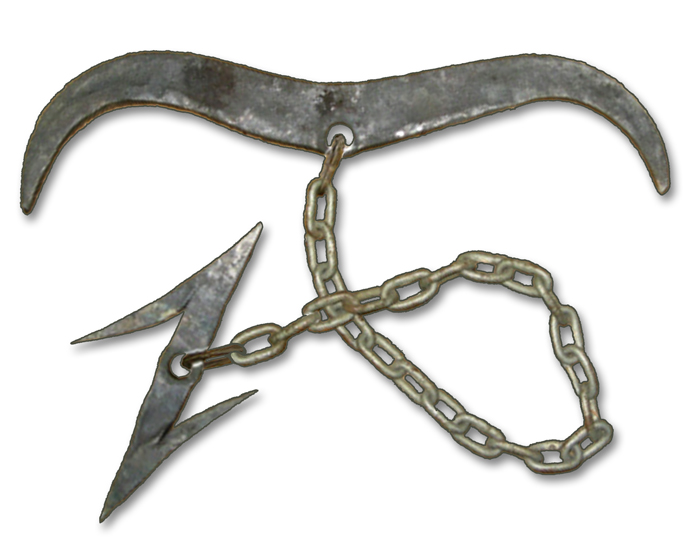
Rekonstruktion av den historiska vargfällan, den ursprungliga Wolfsangel.

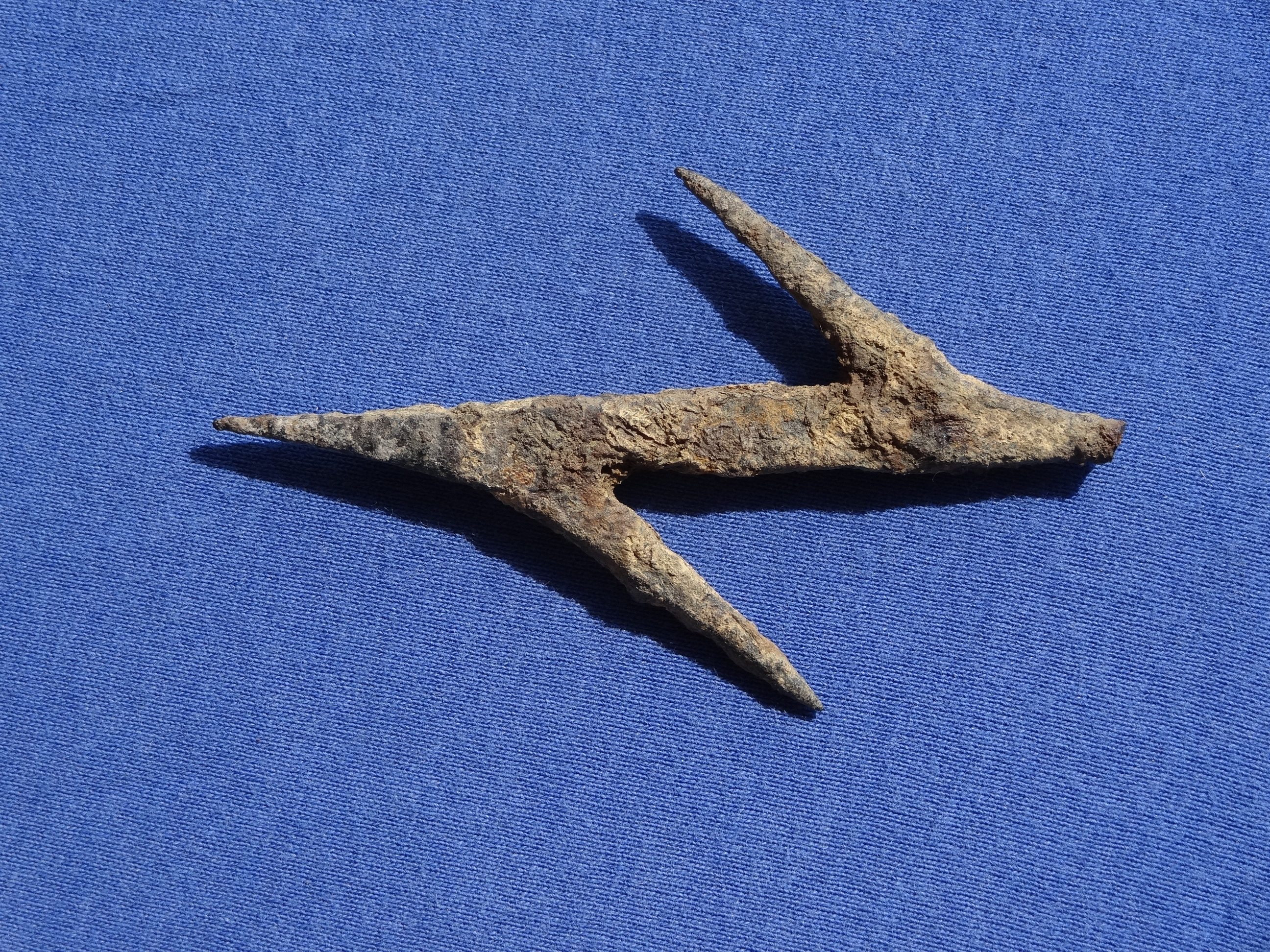
Varghake från 700-talet funnen i Villa Arnesburg i Lich i Tyskland

Wolfsangel var ett europeiskt medeltida vargjaktsverktyg där kroken gömdes inuti en köttbit som skulle spetsa den intet ont anande vargen som skulle sluka köttet i en rörelse.
Verktyget utvecklades genom att fästa kroken via en kedja eller ett rep till en större stång (ofta med en dubbel halvmåne eller halvmåneform som på bilden) som satt fast mellan de överhängande grenarna på ett träd. Detta skulle uppmuntra vargen att hoppa upp för att suga i sig den hängande köttbiten (med kroken dold inuti), vargen skulle då spetsa sig själv på samma sätt som en fisk som fångas på en fiskekrok.
Medeltida jägare använde ofta "blodspår" för att leda vargen till fällan och använde också staket och andra hinder närmare fällan för att skapa smala kanaler som skulle leda vargen till fällan.

### Namn och Symboler

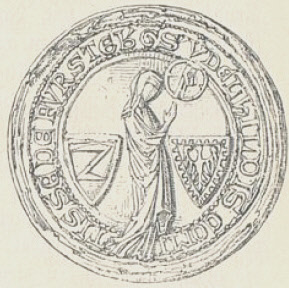
Grevinnan Udilhild von Fürstenbergs änkesigill (1299)

Andra tyska namn är Wolfsanker ("vargankare", den halvmåneformade stången som håller kroken), Wolfshaken ("vargkrok") och Doppelhaken ("dubbelkrok"); franska namn inkluderar hameçon ("fiskkrok"), hameçon de loup ("fiskkrok för vargar") och fer-a-loup ("vargjärn"), samt crampon ("järnkrok")

Wolfachs kommunvapen, Tyskland

Den stiliserade versionen av den Z-formade varghaken utvecklades till en populär medeltida symbol i Tyskland som var förknippad med magiska krafter, och som ansågs ha förmågan att avvärja vargar. Symbolen syns på medeltida banderoller och stadsvapen i Tyskland (särskilt i skogsområden där vargar fanns i stort antal); till exempel kan symbolen redan 1299 finnas på sigill för den tyska Schwarzwald-staden Wolfach.
Z-symbolen (dvs. exklusive det horisontella strecket) har en visuell likhet med den proto-germanska Eihwaz-runan(en)-runan (som betyder "idegran"), historiskt sett en del av det forntida runalfabetet. Den fullständiga Ƶ-symbolen har dock ingen motsvarighet bland forntida runalfabet men förväxlas ibland som sådan på grund av dess likhet med "giborrunan", den artonde pseudorunan som skapades av Guido von List på 1800-talet som en del av hans eget runalfabet “Armanenrunor”.

### Bondeuppror
Varghaken användes som emblem av tyska bönder under 1400-talet i revolter mot furstar och deras utländska legosoldater, och blev därmed en viktig och tidigt populär tysk symbol för självständighet och frihet.
Under trettioåriga kriget förde tyska miliser ett gerillakrig mot utländska styrkor under namnet Werwolf, och antog även de symbolen som sitt emblem; det hände att de ristade varghaken på träden från vilka de hängde tillfångatagna utländska soldater.

### Werwolf (Nazityskland)

Vimpel för Werwolf med stiliserad varghake i horisontell form

Werwolf (tyska för "varulv") var en gerillarörelse som bildades i Nazityskland under andra världskrigets slutskede, när de allierade var på väg att invadera tyska landområden. Werwolf nådde inga betydelsefulla framgångar i strid och utförde endast en handfull aktioner. Den mest kända ägde rum den 25 mars 1945 när medlemmar ur Werwolf mördade Aachens överborgmästare Franz Oppenhoff, som de allierade hade tillsatt efter att ha intagit staden i oktober 1944.

## Heraldik
Termen "Wolfs-Angel" (tyska) och "Hameçon" (franska) förekommer i en tysk heraldisk handbok från 1714 med titeln Wappenkunst. Beskrivningen handlar dock mer specifikt om ankaret som komponent av varghake-fällan, och definierar den som: "formen av en halvmåne med en ring inuti.
I modern tysk heraldisk terminologi används namnet Wolfsangel för en mängd olika heraldiska sköldar, inklusive Wolfsanker (d.v.s. halvmåneformen med en ring som också kallas en fer-de-loop), samt Wolfshaken eller crampon (d.v.s. den Z-formade dubbelkroken som också kallas Mauerhaken eller Doppelhaken, vanligt förekommande är varianter med en ring eller ett horisontellt streck, (Ƶ) i mitten. 

Den Z-formade symbolen är vanligt förekommande bland kommunvapen i Tyskland och även i östra Frankrike. Ƶ-designen är mer sällsynt men finns i ungefär ett dussin kommunala vapen och representeras vanligtvis (men inte uteslutande) i en omvänd form.

Kommunvapen: Wolxheim, Grand Est, Frankrike
Kommunvapen: Wolfisheim, Grand Est, Frankrike
Tre hameçon symboler på familjen von Steins heraldiska vapen
Kommunvapen: Idar-Oberstein, Rheinland-Pfalz
Kommunvapen: Mommenheim, Rheinland-Pfalz
Kommunvapen: Dassendorf, Schleswig-Holstein
Kommunvapen: Ilvesheim, Baden-Württemberg
Kommunvapen: Eppelborn, Saarland
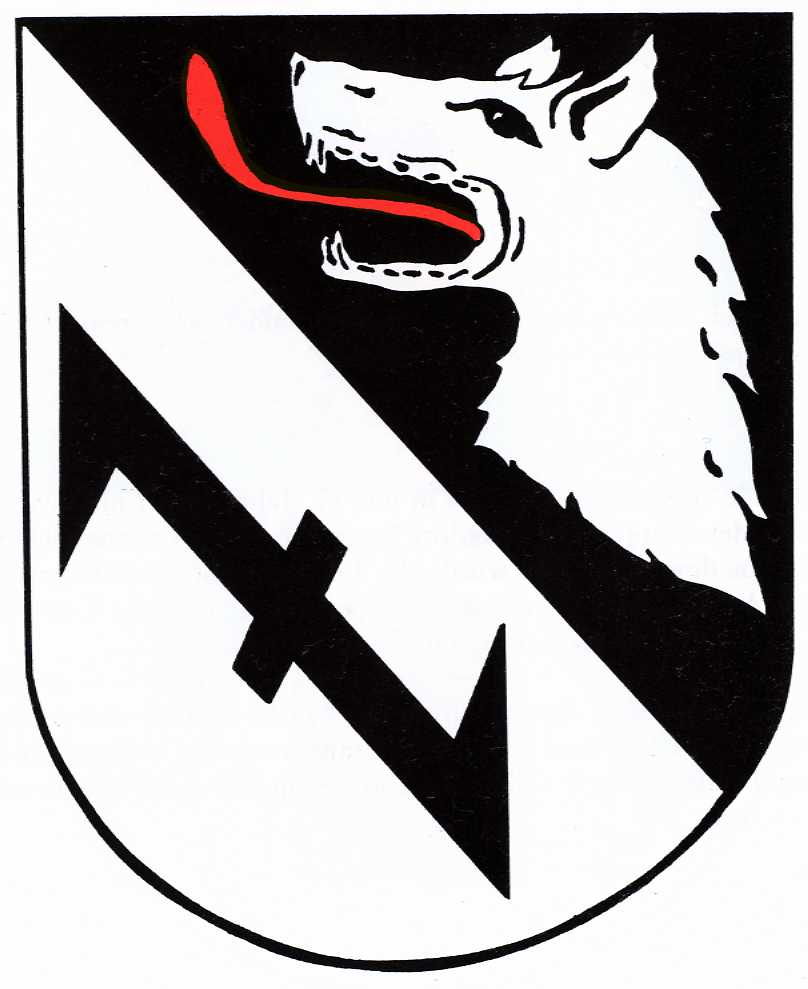
Kommunvapen: Burgwedel, Niedersachsen
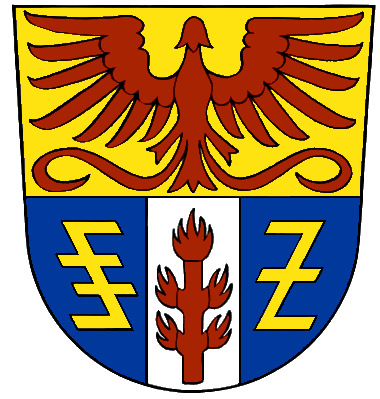
Kommunvapen: Kleinblittersdorf, Saarland

## Litteratur

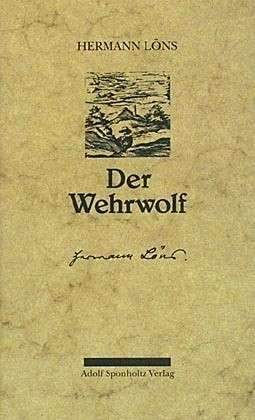
Der Wehrwolf

### Der Wehrwolf
Under mellankrigstiden på 1930-talet i Tyskland återupplivades intresset för Varghaken till följd av populariteten av Hermann Lönss roman från 1910 med titeln Der Wehrwolf (senare publicerad som Harm Wulf, en bondekrönika, och som The Warwolf på engelska). Romanen utspelar sig i regionen Celle (Niedersachsen) under trettioåriga kriget (1618–1648), och handlar om en bonde vid namn Harm Wulf. Efter att plundrande soldater dödat hans familj, organiserar Wulf sina grannar i en milis som förföljer soldaterna och skoningslöst avrättar alla de fångar, samtidigt som de refererar till sig själva som Wehrwölfe och antar varghake-symbolen som sitt emblem.
Der Wehrwolf blev en bästsäljare i Tyskland med sitt nationalistiska innehåll. Nära andra världskrigets slut uppmuntrades unga Luftwaffenhelfers och barn i hitlerjugend att läsa romanen som sätt för att främja gerillakrigföring mot de allierade (att agera som en We(h)rwolf)

## Nazityskland
I Nazityskland var Varghake-symbolen frekvent förekommande inom nazistisk symbolism. Det är inte klart om drivkraften bakom antagandet var Hitlers starka personliga koppling till vargar (Varglyan till exempel), eller att skapa en koppling till 1400-talets symbol för tysk självständighet och frihet, som hade ett särskilt starkt förhållande till de nazistiska idéerna om uppnåendet av tysk frihet från utländskt inflytande med våld.
Symbolen användes av en rad militära och icke-militära nazistiska grupper:
- 19. Infanterie-Division (Wehrmacht)
- 19. Panzerdivision (Wehrmacht)
- 33. Infanteriedivision (Wehrmacht)
- 206. Infanteriedivision (Wehrmacht)
- 256. Infanteriedivision (Wehrmacht)
- 2. SS-Panzerdivision Das Reich
- 4. SS-Polizei-Panzergrenadier-Division
- 34. SS-Freiwilligen-Grenadier-Division Landstorm Nederland
- Sturmabteilung „Feldherrnhalle“ Wachstandart Kampfrunen
- NS-Volkswohlfahrt
- Flämische Nazionalsozialistische Kraftfahrkorps (Vlaamsche NSKK)
- „Vlaamse wacht“ / zwarte Brigade (flamländska gardet / Svarta brigaden)
- „Dietse Militie“
- die Nationaal-Socialistische Beweging NSB,holländskt nazistiskt fascistparti, vars tidning var De Wolfsangel
- Werfwolf-planen för motstånd mot allierad ockupation var avsedd att använda denna symbol

### Bilder

2. SS-Panzer-Division "Das Reich" emblem.
4. SS-Polizei-Panzergrenadier-Division emblem.
Vimpel för Werwolf med stiliserad varghake i horisontell form.

## Efterkrigstiden och nutid
| Albanska tredje positionens flagga. |  | Aryan Nations logotyp. |
| Albanska tredje positionens flagga. |  | Aryan Nations logotyp. |

Efter andra världskriget blev offentlig visning av varghake-symbolen olaglig i Tyskland om den var kopplad till nynazistiska grupper. Den 9 augusti 2018 upphävde Tyskland förbudet mot användning av hakkors och andra nazistiska symboler i videospel. "Genom förändringen i tolkningen av lagen kan spel som kritiskt granskar  aktuella förhållanden för första gången ges en åldersklassificering i USK", säger USK:s vd Elisabeth Secker. "Detta har länge varit fallet för filmer och när det gäller konstens frihet är det nu bara rätt att så även är fallet med datorer och videospel."
Utanför Tyskland har varghake-symbolen använts av vissa nynazistiska organisationer som i USA där Aryan Nations-organisationen använder en vit Varghake-liknande symbol med ett svärd som ersätter det horisontella strecket i logotypen. USA-baserade Anti-Defamation League (ADL), såväl som andra icke-statliga organisationer, listar varghaken som en hatsymbol och som en nynazistisk symbol.

### Varghaken i Ukraina

Azovbataljonens logtyp

I Ukraina används ofta en alternativ version av varghaken (ꑭ) av grupperingar på högerkanten, bland annat Ukrainas social-nationella parti och Socialnationalistiska-församlingen, även Azovregementet i den ukrainska armén använder en liknande symbol (en långsträckt mittstång där Z roteras) Statsvetaren Andreas Umland säger till Deutsche Welle att även om den har högerextrema konnotationer, anses varghaken inte vara en fascistisk symbol av befolkningen i Ukraina.
Karelska nationella bataljonen, en pro-ukrainsk frivilligbataljon som bildades i januari 2023, har en varghake i mitten av bataljonens emblem.